# 1703 en littérature
| Années de la littérature : 1700 - 1701 - 1702 - 1703 - 1704 - 1705 - 1706    |
| Décennies de la littérature : 1670 - 1680 - 1690 - 1700 - 1710 - 1720 - 1730 |

Cet article présente les faits marquants de l'année 1703 en littérature.

## Événements
- 2 janvier : premier numéro du Vedomosti (« Les nouvelles »), premier journal russe publié à Moscou, suite à un oukase  du tsar Pierre Le Grand du 16 décembre 1702[1].

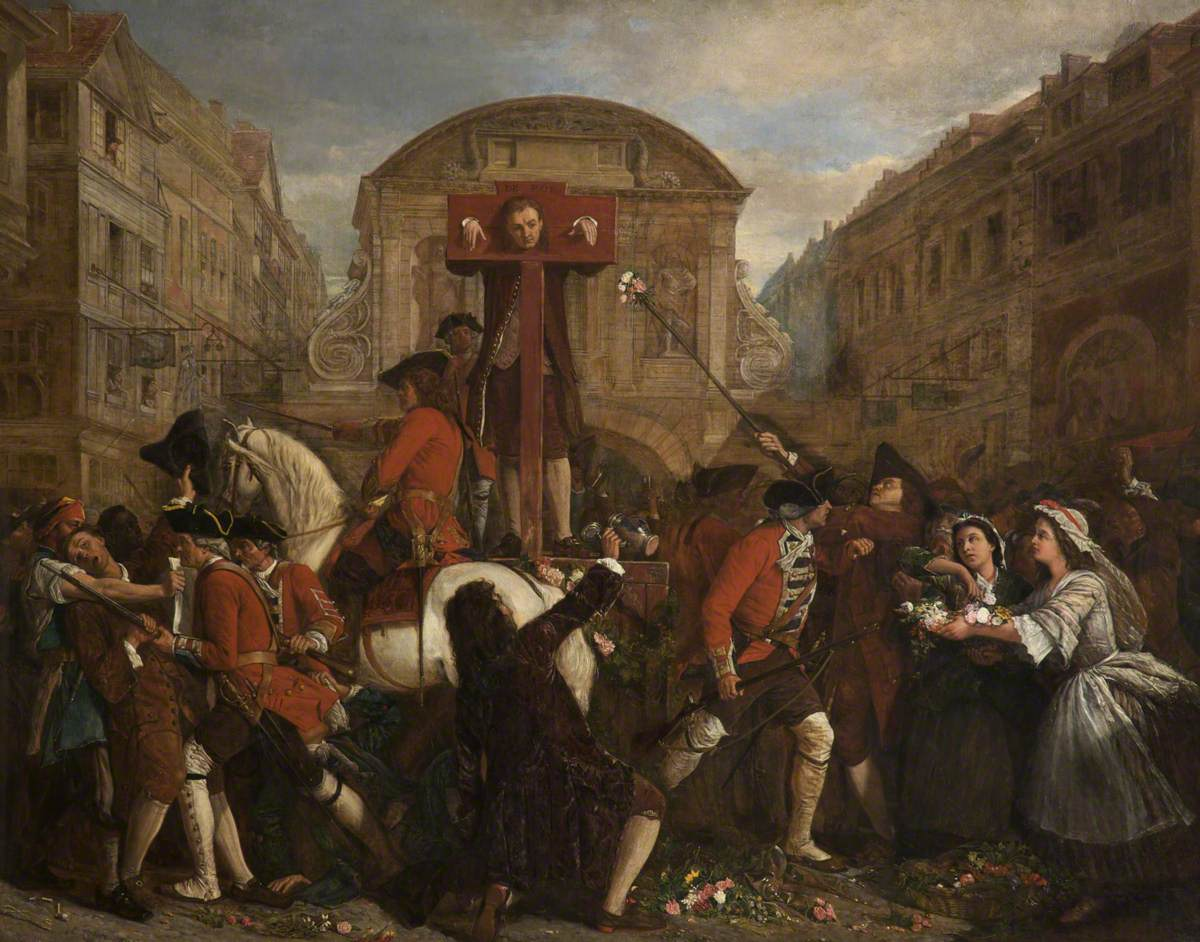
Daniel Defoe est mis au pilori et couvert de roses par la foule. Eyre Crowe, 1862.

- 20 mai : Daniel Defoe est arrêté et emprisonné  à Newgate. Le 9 juillet, la Chambre des communes le juge à Old Bailey et le condamne à trois expositions au pilori et à l’emprisonnement pour la publication d’un pamphlet contre l'Église d'Angleterre, The Shortest Way with the Dissenters (en) (« Moyen le plus rapide d’en finir avec les dissidents ») qui défend les non-conformistes[2].
- 29-31 juillet : Daniel Defoe est mis au pilori[3].

## Parutions
- 15 février achevé d'imprimer pour la première fois de l'ouvrage de Jean-Baptiste de La Salle, Les Règles de la bienséance et de la civilité chrétienne, Troyes, François Godard, 1703 (présentation en ligne)

- Baron de Lahontan, Nouveaux Voyages : dans l'Amérique septentrionale, La Haye, Frères l’Honoré, 1703 (présentation en ligne), en deux volumes.
- Louise de Bossigny, La tyranie des fées détruite : nouveaux contes, Paris, Jean Fournil, 1703 (présentation en ligne).

## Naissances
- 24 avril : José Francisco de Isla, jésuite espagnol

## Décès
- 16 mai : Charles Perrault, écrivain français (° 12 janvier 1628).
- 20 septembre : Charles de Saint-Évremond, moraliste et critique libertin français  (° 1er avril 1614).